# MTM (Band)
MTM ist ein Schlagerduo aus Portugal. Es besteht aus Marco Quelhas und Tony Jackson. Die beiden vertraten Portugal beim Eurovision Song Contest 2001 in Kopenhagen und erreichten dort den 17. Platz.
Der Name des Duos ist abgeleitet von den Vornamen der Sänger Marco und Tony sowie Musik.

## Mitglieder
Marco Quelhas hat neben dem Lied So sei ser feliz assim, dem Lied vom Eurovision Song Contest, auch Portugals Beitrag von Eurovision Song Contest 1993 A cidade até ser dia, der einen 10. Platz erreichte. Er lebte 15 Jahre im Ausland und kam 1989 nach Portugal zurück und trat in Fernseh-Shows auf.
Tony Jackson kommt eigentlich aus Angola, lebt aber seit langem in Portugal. Neben seiner Musikkarriere studiert er Medizin. Er sang in TV-Shows, unter anderem an der Seite von Percy Sledge.